# Kuprianiszki (Wilno)
Kuprianiszki (lit. Kuprioniškės, Kuprijoniškės) – mikrorejon na Litwie, w okręgu wileńskim, część Wilna, w dzielnicy Rossa.

## Historia
Pod zaborami i w II Rzeczypospolitej wieś oraz majątek ziemski (folwark). W XIX i w początkach XX w. położone były w Rosji, w guberni wileńskiej, w powiecie wileńskim. Po I wojnie światowej pod administracją polską, w Zarządzie Cywilnym Ziem Wschodnich. W latach 1920–1922 w składzie Litwy Środkowej.
Od 11 kwietnia 1922 leżały w Polsce, w województwie wileńskim, w powiecie grodzkim Wilno. Według spisu z 1931 majątek liczył 69 mieszkańców, zamieszkałych w 4 budynkach. Wieś natomiast została ujęta w grupie miejscowości (obejmującej Kuprianiszki, Mieszkańce, Podkopcowo, Podkuprianiszki i Równe Pole Kupriańskie), która liczyła 636 mieszkańców, zamieszkałych w 113 budynkach.
Po II wojnie światowej w granicach Związku Sowieckiego. Od 1991 na niepodległej Litwie. W 1996 zachodnia część wsi wraz z dawnym majątkiem została włączona w granice Wilna. Wschodnia część wsi pozostała odrębną miejscowością.

## Transport
Kuprianiszki położone są przy drogach magistralnych A3 (ul. Mińska; lit. Minsko) i A15 (ul. Lipowska; lit. Liepkalnio). W pobliżu znajduje się port lotniczy Wilno.